# Чигринівка
Чигрині́вка — село в Україні, в Кам'янському районі Дніпропетровської області. Входить до складу Саксаганської сільської громади. До 2017 року орган місцевого самоврядування — Саврівська сільська рада. Населення — 143 мешканці. 

## Географія
Село Чигринівка знаходиться на лівому березі річки Демурина, нижче за течією примикає село Демурино-Варварівка, на протилежному березі - село Кам'яне. Річка в цьому місці пересихає.

## Населення

### Мова
Розподіл населення за рідною мовою за даними перепису 2001 року:
| Мова            | Кількість | Відсоток |
| --------------- | --------- | -------- |
| українська      | 138       | 96.5%    |
| російська       | 4         | 2.8%     |
| інші/не вказали | 1         | 0.7%     |
| Усього          | 143       | 100%     |

## Інтернет-посилання
- Погода в селі Чигринівка [Архівовано 20 грудня 2011 у Wayback Machine.]

1. ↑  Рідні мови в об'єднаних територіальних громадах України — Український центр суспільних даних